# دوري الدرجة الأولى الأرجنتيني 1936
دوري الدرجة الأولى الأرجنتيني 1936 (بالإسبانية: Campeonato de Primera División 1936)‏ هو الموسم 6 من  دوري الدرجة الأولى الأرجنتيني. أشرف على تنظيمه اتحاد الأرجنتين لكرة القدم، وكان عدد الأندية المشاركة فيه  18، وفاز فيه نادي سان لورينزو.